# Equações separáveis

## Definição
Uma equação diferencial é dita separável ou de variáveis separáveis  se pode ser escrita na forma.:
{\displaystyle {\frac {dy}{dx}}={\frac {h(x)}{g(y)}}} ou {\displaystyle {\frac {dy}{dx}}={\frac {u(y)}{v(x)}}}
Para resolvermos uma equação diferencial separável, basta separarmos as variáveis e em seguida integramos ambos os membros.

### Observação
Quando a variável independente não aparece explicitamente, ou seja, quando h(x) ou v(x) é uma função constante, a equação diferencial é chamada
autônoma.

### Método
Seja a EDO de 1ª ordem {\displaystyle y'={\frac {dy}{dx}}=f'(x)} (1). Podemos obter a solução geral para esta EDO por separação de variáveis:
{\displaystyle y'={\frac {dy}{dx}}=f'(x)} ⇒ {\displaystyle dy=f'(x)dx}
que pode ser integrada diretamente como:
{\displaystyle y=\int f'(x)dx+C}
onde C é a constante de integração. Para obtermos uma solução particular (ou seja, um valor específico para a constante C), é necessário fornecer uma condição de contorno para a equação (1)..

### Exemplo
Propagação de Praga
Sabendo que em uma população isolada com P indivíduos, o número de contaminados por uma doença no instante t,  {\displaystyle x(t)\,}, varia em uma taxa proporcional ao número de indivíduos contaminados e não-contaminados. Escrever e resolver a Equação diferencial ordinária associada a este problema.
Solução
{\displaystyle {\frac {dx(t)}{dt}}=Kx(t)[P-x(t)]\,}, como esta equação é do tipo separável, temos:
{\displaystyle {\frac {dx}{x[P-x]}}=Kdt\,}.
Integrando em ambos os lados, segue que:
{\displaystyle \int {\frac {dx}{x[P-x]}}=\int Kdt\,}.
Resolvendo por frações parciais, obtemos:
{\displaystyle {\frac {1}{x[P-x]}}={\frac {A}{x}}+{\frac {B}{[P-x]}}\,}.
Segue um sistema onde:
{\displaystyle 1=AP+(B-A)x\,}, com isso {\displaystyle A={\frac {1}{P}}\,} , {\displaystyle A=B\,}.
Logo temos a seguinte integral:
{\displaystyle \int {\frac {1}{P}}({\frac {1}{x}}+{\frac {1}{P-x}})dx\,}.
Resolvendo a integral, temos:
{\displaystyle \ln {x}-\ln {(P-x)}=KPt+\ln {C}\,}, onde C é uma constante.
{\displaystyle \ln {\frac {x}{P-x}}=KPt+\ln {C}\,}, assim:
{\displaystyle {\frac {x}{P-x}}=Ce^{KPt}\,} ;
{\displaystyle (1+Ce^{KPt})x=PCe^{KPt}\,} ;
{\displaystyle x(t)={\frac {PCe^{KPt}}{(1+Ce^{KPt})}}\,} .
Com isso, a solução desta equação é expressa por:
{\displaystyle x(t)={\frac {P}{(1+{\frac {1}{C}}e^{-KPt})}}\,} .